# مالمو أرينا
مالمو ارينا (بالسويدية: Malmö Arena) هي صالة داخلية متعددة الاستخدامات في مالمو ، السويد ، موطن نادي هوكي الجليد. وهي ثاني أكبر ساحة داخلية في السويد . بصرف النظر عن استضافة مباريات Redhawks للهوكي، غالبًا ما تكون الساحة مكانًا لكرة اليد الجماعية وكرة الأرض والحفلات الموسيقية وغيرها من الأحداث. كما استضافت ألعاب القوى الداخلية. تعود ملكية حقوق تسمية المكان إلى مالمو ستاد ، بموجب عقد مدته عشر سنوات ، تم الاتفاق عليه في عام 2007. استضافت مالمو أرينا مسابقة يوروفيجن للأغاني 2013 بين 14 و 18 مايو 2013. وبطولة العالم لهوكي الجليد للناشئين لعام 2014 من 26 ديسمبر 2013 إلى 5 يناير 2014.

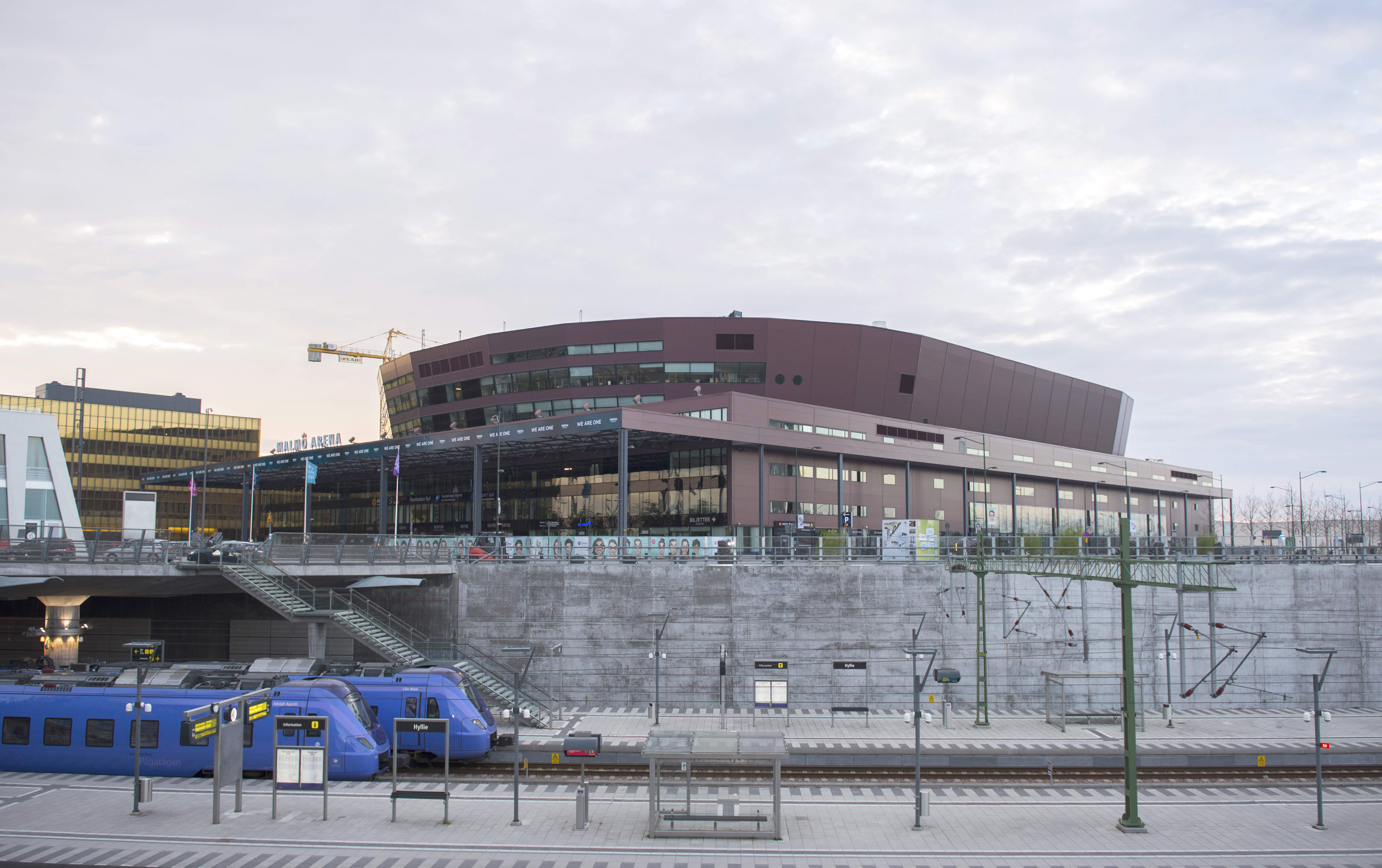
مالمو أرينا ، بجوار محطة سكة حديد هيلي.

## روابط خارجية
- الموقع الرسمي
- مالمو أرينا على الموقع الرسمي لمالمو ريدهوكس (بالسويدية)
- Parkfast AB (بالسويدية)